# Линия контроля

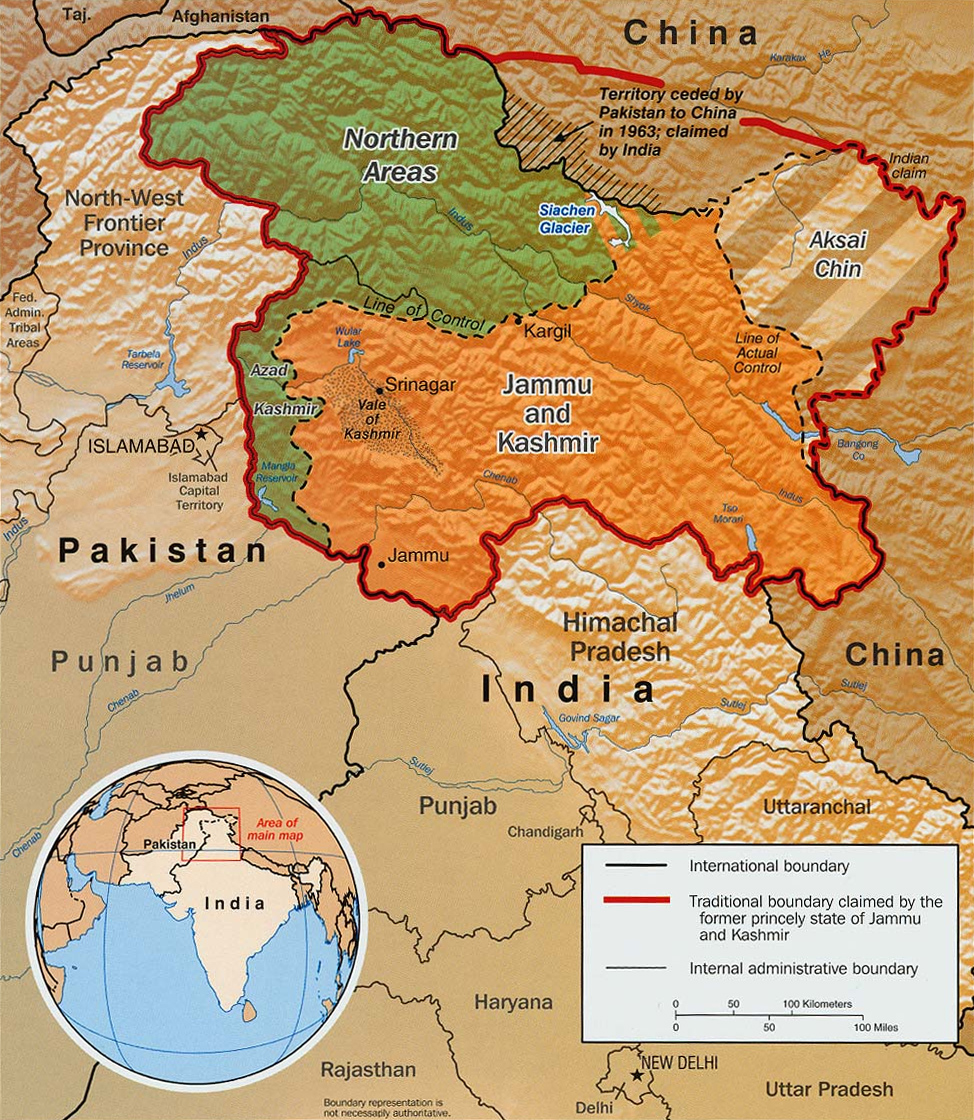
Регион разделён между Пакистаном, контролирующим — Гилгит-Балтистан и Азад-Кашмир (AJK), показано зелёным. Индийский Джамму и Кашмир показан оранжевым, штриховкой показан китайский Аксай-Чин.

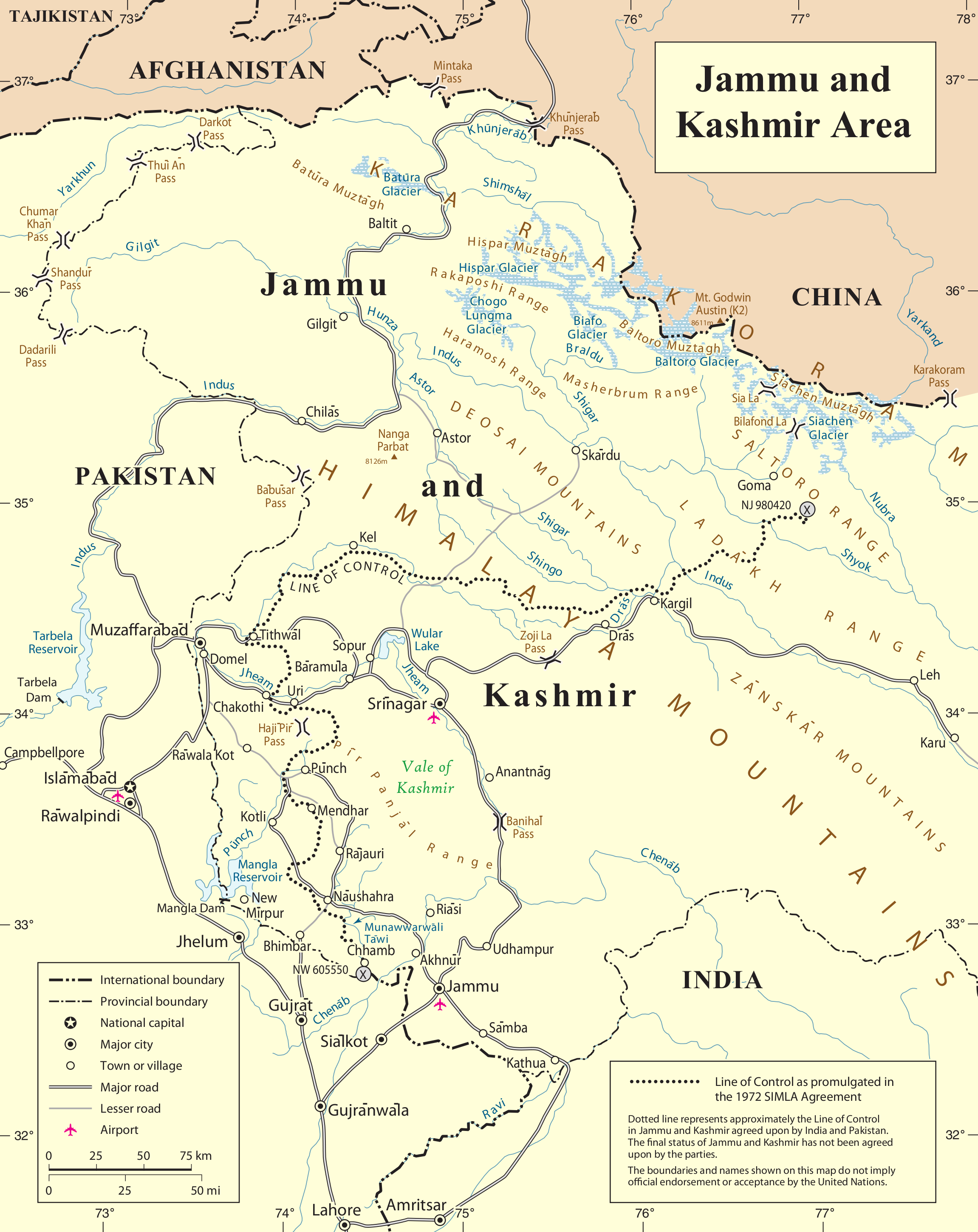
Линия контроля с точки зрения ООН. Линия не проведена на Сиаченском леднике.

Линия контроля (англ. Line of Control; LOC) — демаркационная линия между Индией и Пакистаном, проведённая по бывшему княжеству Джамму и Кашмир — непризнанная юридически, но де-факто граница. Первоначально называлась «Линия прекращения огня», но была переименована в «Линию контроля» после соглашения в Симле, 3 июля 1972. Индийская часть княжества стала известна как Джамму и Кашмир. Пакистан создал Гилгит-Балтистан и Азад-Кашмир. Северная точка линии называется NJ9842.
Существует также Линия фактического контроля (LAC), учитывающая китайские претензии на Аксай-Чин.

## Ограждения индийскогоКашмира
Индийская сторона возвела ограждения длиной 550 км вдоль 740-километровой линии с Пакистаном, сдвинув ограждения на территорию Пакистана примерно на 137 метров. Индия заявляет, что заграждения возведены исключительно с целью препятствовать проникновению террористов и провозу оружия на территорию Штата.
Заграждения состоят из концентрических рядов колючей проволоки от земли до высоты 2,4-3,7 метров. К проволоке подведён электрический ток, стоят датчики движения, камеры ночного видения, тепловизоры и т. д.
Строительство началось в 1990 году и продолжалось, несмотря на протесты Пакистана, до 2003 года. После перерыва в 2003 году строительство возобновилось и было закончено в 2004 году. Индийские военные заявляют, что забор сократил количество нападений боевиков в регионе на 80 %
Пакистан считает строительство забора нарушением соглашений о линии контроля.